# Vlag van Herzele
De vlag van Herzele werd door de gemeenteraad op 10 september 1984 officieel vastgesteld als de gemeentelijke vlag van de Oost-Vlaamse gemeente Herzele. Op 14 juni 1988 werd hij door het Bestuur van Vlaanderen bevestigd en uiteindelijk gepubliceerd op 16 september 1988 in het officiële Belgisch Staatsblad.
Officieel wordt de vlag beschreven als:
Rood met een gele keper.
De vlag is volledig gebaseerd op het gemeentewapen en ziet er dus helemaal hetzelfde uit.

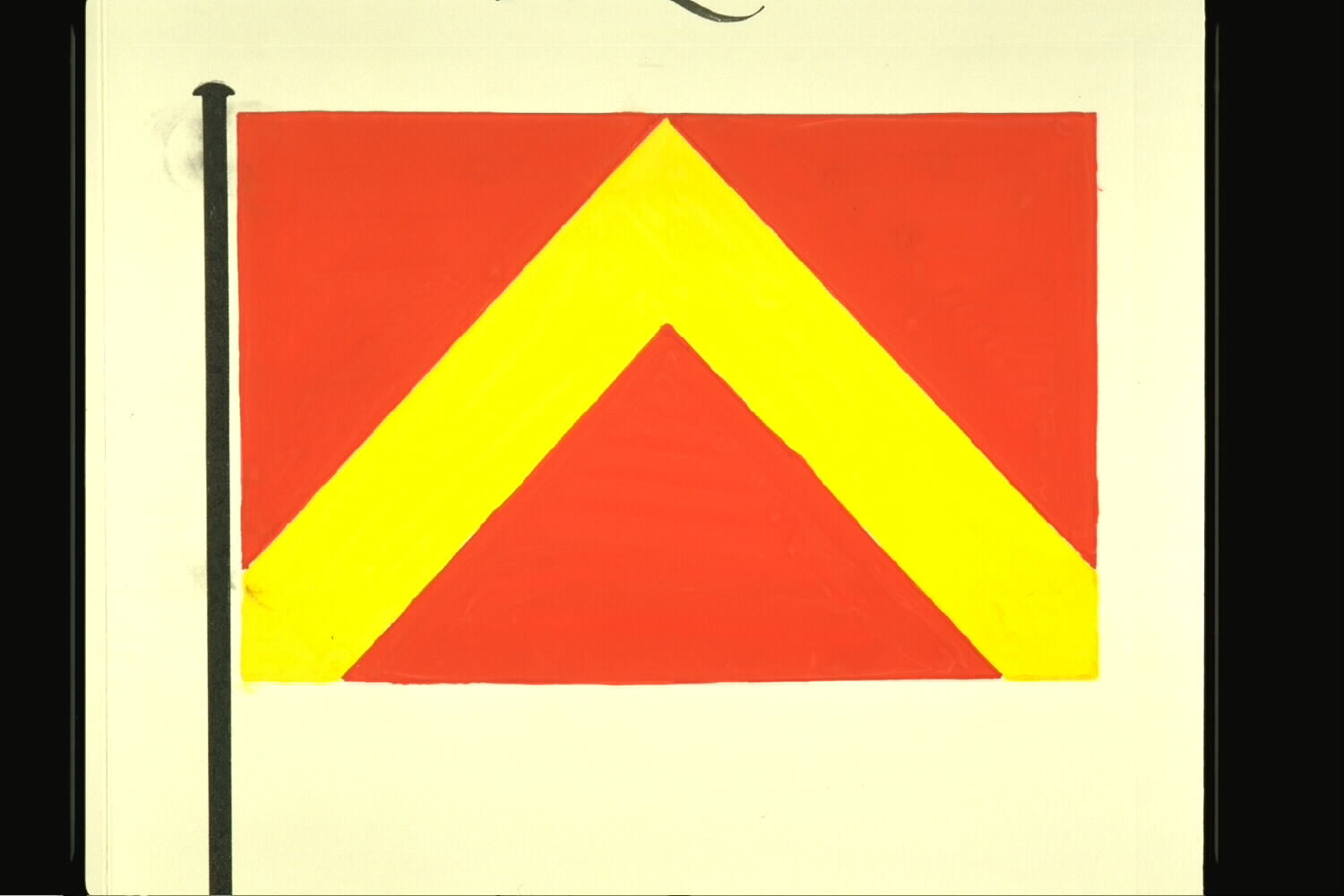
Officiële tekening van de vlag